# Gaetano Latilla
Gaetano Latilla (10. ledna 1711 Bari – 15. ledna 1788 Neapol) byl italský hudební skladatel, představitel neapolské operní školy.
Narodil se v Bari 10. ledna 1711. Jako chlapec zpíval ve sboru katedrály v Bari. V roce 1726 byl přijat na konzervatoř Conservatorio S. Maria di Loreto v Neapoli, kde studoval u Francesca Mancini a Giovanni Veneziana.
Jako operní skladatel debutoval v roce 1732 komickou operou Li mariti a forza v neapolském divadle Fiorentini, která ho rázem vynesla mezi nejoblíbenější operní skladatele Itálie.
V roce 1738 se stal zástupcem kapelníka v jednom z nejslavnějších římských chrámů, v bazilice Panny Marie Větší. Pokračoval neztenčenou měrou v operní tvorbě, ale stal se i vyhledávaným skladatelem chrámové hudby a oratorií.
V r. 1753 přijal místo učitele na benátské konservatoři Conservatorio della Pieta a stal se i druhým kapelníkem v chrámu sv. Marka. Za poněkud podivných okolností, patrně po jakémsi střetu se zákonem, v roce 1772 Benátky spěšně opustil a vrátil se do Neapole.
Zemřel v Neapoli 15. ledna 1788.

## Operní dílo
1. Li mariti a forza (1732 Neapol, Teatro dei Fiorentini)
2. L'Ottavio (1733 Neapol, Teatro dei Fiorentini)
3. Gl'ingannati (1734 Neapol, Teatro dei Fiorentini)
4. Angelica ed Orlando (1735 Neapol, Teatro dei Fiorentini)
5. Lo sposo senza moglie (I due supposti conti) (1736 Neapol, Teatro nuovo)
6. Gismondo (1737 Neapol, Teatro dei Fiorentini)
7. La finta cameriera (1738 Řím)
8. Don Calascione (1741 Londýn)
9. La giardiniera contessa (1742 Neapol, 1752 Paříž)
10. Temistocle (1737 Řím, Teatro Tor di nona)
11. Demofoonte (1738 Benátky, Teatro S. Giovanni)
12. Madama Ciana (1738 Řím, Teatro Pallacorda)
13. L'ambizione delusa (1747 Turín)
14. Gli artigiani aricchiti (1753 Paříž)
15. Polipodio e Rocchetta (1738 Řím, Teatro Argentina)
16. Romolo (1739 Řím, Teatro Delle Dame)
17. Siroe (1740 Řím, Teatro Delle Dame)
18. Alceste in Ebuda (1741 Neapol, Teatro S. Carlo)
19. La vendetta generosa (1742 Neapol, Teatro dei Fiorentini)
20. Zenobia (1742 Turín, Teatro Regio)
21. La gara per la gloria (1744 Benátky, Teatro S. Moisé)
22. Amare e fingere (1745 Neapol, Teatro nuovo)
23. Il concerto (1746 Neapol, Teatro nuovo)
24. Adriano in Siria (1747 Neapol, Teatro S. Carlo)
25. Catone in Utica (1747 Řím, Teatro Capranica)
26. Chiaseduno ha il suo negozio (1747 Madrid, Teatro Buen Retiro)
27. Il barone di Vignalunga (1747 Neapol, Teatro nuovo)
28. Il vecchio amante (1747 Turín, Teatro Carmignano)
29. La Celia (1749 Neapol, Teatro dei Fiorentini)
30. Amore in Tarantola (1750 Benátky, Teatro S. Moisé)
31. Il gioco de' matti (1750 Neapol, Teatro nuovo)
32. L'astuzia felice (1750 Turín, Teatro Carignano)
33. Gl'impostori (1751 Benátky, Teatro S. Moisé)
34. Griselda (1751 Benátky, Teatro S. Cassiano)
35. La pastorella al soglio (1751 Benátky, Teatro S. Moisé)
36. L'opera in prova alla moda (1751 Benátky, Teatro S. Moisé)
37. Urganostocar (1751 Benátky, Teatro S. Moisé)
38. L'isola d'amore (1752 Benátky, Teatro S. Moisé)
39. Olimpiade (1752 Benátky, Teatro S. Cassiano)
40. Alessandro nell'Indie (1753 Benátky, Teatro S. Moisé)
41. Antigona (1753 Modena, Teatro di Corte)
42. Il protettor del poeta (1754 Řím, Teatro Della Valle)
43. Venceslao (1754 Barcelona)
44. La finta sposa (1755 Bologna, Teatro Formagliari)
45. Tito Manlio (1755 Řím, Teatro Capranica)
46. Ezio (1758 Neapol, Teatro S. Carlo)
47. L'amore artigiano (1761 Benátky, Teatro S. Angelo)
48. Merope (1763 Benátky, Teatro S. Benedetto)
49. La buona figliola supposta vedova (1766 Benátky, Teatro S. Cassiano)
50. Gl'inganni amorosi (1774 Neapol, Teatro dei Fiorentini)
51. Il maritato fra le disgrazie (1774 Neapol, Teatro dei Fiorentini)
52. Antigono (1775 Neapol, Teatro S. Carlo)
53. Li sposi incogniti (1779 Neapol, Teatro nuovo)